# 8 × 45
8 × 45 ist eine österreichische Mystery-Serie. Der ORF und das Österreichische Filminstitut riefen dieses Projekt 2004 als Chance für den heimischen Filmnachwuchs ins Leben und produzierten es 2005.

## Entstehungsgeschichte
Die Vorgabe für dieses Projekt war „Mystery aus Austria“ – unheimliche Geschichten mit Österreich-Bezug. Aus 155 Einsendungen wählte die Fernsehredaktion die besten zwölf Vorschläge aus, die zu Drehbüchern ausgearbeitet wurden. Die zwölf Finalisten wurden auf acht verringert und diese dann vom ORF verfilmt und unter dem Namen „8x45“ gezeigt – 8 Filme à 45 Minuten. Etliche heimische Stars spielen in den unheimlichen und teils humorvollen Folgen mit.
Die Serie erhielt eine Goldene Romy als Beste Programmidee 2006.

## Handlung
Das Wiederkehren von frisch Gestorbenen, eine Teufelskatze, unheimliche Bräuche, eine Tote in der Donau oder auch ein unheimliches Hotel, das in den Alpen liegt – hier soll Horror made in Austria regieren.

## Episoden
Jede Episode weist eine Dauer von 45 Minuten auf und wurde im Fernsehprogramm ORF 1 an einem Donnerstag (Donnerstag Nacht) ausgestrahlt.
Heaven
Hermann ist nicht besonders glücklich, er vermutet, dass seine Frau fremdgeht. Da bekommt er eines Tages ein Video, in dem gefilmt ist, wie er seine Frau tötet.
| Produktion            | Neue Sentimental Film      |
| Regie                 | David Schalko              |
| Erstausstrahlung      | 12. Jänner 2006, 21:55 Uhr |
| Zuseher (Marktanteil) | 222.000 (13 %)             |

Bruderliebe
Michael, der jüngste Sohn eines Bauern, wird im Streit von seinem älteren Bruder Kaspar getötet. Als Kaspar wegen seines schlechten Gewissens zum Tatort zurückkehrt, ist die Leiche seines Bruders fort. Am nächsten morgen steht Michael lebend vor der Tür.
| Produktion            | Filmhaus                   |
| Regie                 | Oliver Kartak              |
| Erstausstrahlung      | 12. Jänner 2006, 22:45 Uhr |
| Zuseher (Marktanteil) | 176.000 (15 %)             |

Das Eis bricht
Zwei Kinder brechen im Eis ein. Als die Rettung sie birgt, schlagen ihre Herzen noch. Die Ärzte versuchen sie zu retten, doch sie stoßen an ihre Grenzen. Die Mutter taucht in die Träume der im Koma liegenden Kinder ein und versucht sie zu retten.
| Produktion            | Frames Film                |
| Regie                 | Falk Schweikhardt          |
| Erstausstrahlung      | 19. Jänner 2006, 21:55 Uhr |
| Zuseher (Marktanteil) | 221.000 (12 %)             |

Raunacht
Martin versucht zu vergessen, was er in der Kindheit gesehen hat. Als er mit seiner Freundin in sein Heimatdorf fährt, holen ihn die Geister der Vergangenheit ein.
| Produktion            | Satel Film                 |
| Regie                 | Stephanus Domanig          |
| Erstausstrahlung      | 19. Jänner 2006, 22:45 Uhr |
| Zuseher (Marktanteil) | 158.000 (14 %)             |

Das Tor zur Hölle
Susanne Cerny, die ermittelnde Beamtin im Mordfall Miller, dem Leiter der Disziplinarkommission, stößt auf Beweise, die er gegen sie zusammengetragen hat. Je weiter sie vordringt, desto mehr dringt sie in die eigenen dunklen Abgründe.
| Produktion            | Lotus Film                 |
| Regie                 | Max Gruber                 |
| Erstausstrahlung      | 26. Jänner 2006, 21:55 Uhr |
| Zuseher (Marktanteil) | 263.000 (15 %)             |

Bis in den Tod
Die Klimaforscherin Leonie fährt zwecks Studien in ein Hotel in 2000 Meter Seehöhe. Dort wird sie von unheimlichen Symbolen und rätselhaften Ereignissen verfolgt.
| Produktion            | Klaus Graf Film            |
| Regie                 | Bernhard Semmelrock        |
| Erstausstrahlung      | 26. Jänner 2006, 22:45 Uhr |
| Zuseher (Marktanteil) | 155.000 (14 %)             |

Die Katze
Ronnie findet eine Katze und bringt sie seiner Frau heim. Doch durch den dämonischen Einfluss der Katze benimmt sich seine Frau zunehmend seltsam.
| Produktion            | Mungo Film                 |
| Regie                 | Lukas Sturm                |
| Erstausstrahlung      | 2. Februar 2006, 21:55 Uhr |
| Zuseher (Marktanteil) | 272.000 (15 %)             |

Die Testamentmaschine
Nach dem Tod ihrer Mutter stehen drei Geschwister wegen eines fehlenden Testamentes vor einem Problem. Ein Arzt holt die tote Mutter zurück.
Und sie bleibt länger als gewollt.
| Produktion            | Bonus Film                 |
| Regie                 | Barbara Gräftner           |
| Erstausstrahlung      | 2. Februar 2006, 22:45 Uhr |
| Zuseher (Marktanteil) | 185.000 (15 %)             |